# Восач (округ, Юта)
Шаблон:StateAbbr_ 40°20′ пн. ш. 111°10′ зх. д. / 40.33° пн. ш. 111.16° зх. д.
Округ Восач (англ. Wasatch County) — округ (графство) у штаті Юта, США. Ідентифікатор округу 49051.

## Історія
Округ утворений 1862 року.

## Демографія
За даними перепису 2000 року загальне населення округу становило 15215 осіб, зокрема міського населення було 9792, а сільського — 5423. Серед мешканців округу чоловіків було 7731, а жінок — 7484. В окрузі було 4743 домогосподарства, 3872 родин, які мешкали в 6564 будинках. Середній розмір родини становив 3,55.
Віковий розподіл населення поданий у таблиці:
| Стать    | До 15 років | 15-21 | 22-29 | 30-39 | 40-49 | 50-65 | 65-85 | Понад 85 |
| -------- | ----------- | ----- | ----- | ----- | ----- | ----- | ----- | -------- |
| Чоловіки | 2267        | 940   | 805   | 1122  | 1095  | 906   | 549   | 47       |
| Жінки    | 2023        | 876   | 807   | 1098  | 1067  | 925   | 598   | 90       |

## Суміжні округи
- Самміт — північ
- Дюшен — схід
- Юта — південний захід
- Солт-Лейк — північний захід